# II liga polska w futsalu (2007/2008)
II liga polska w futsalu 2007/2008 - 7. edycja drugiego poziomu rozgrywek klubowych polskiej ligi futsalu. W lidze wystąpiło 23 zespołów w dwóch grupach, które walczyły systemem "każdy z każdym" o awans do I ligi. Do najwyższej klasy rozgrywkowej awansowały dwa najlepsze zespoły. W walce o dodatkowe miejsca premiowane awansem do I ligi rozegrano baraże, w których drużyny II ligowe odniosły porażki.

## Zasady rozgrywek
W sezonie 2007/2008 drużyny grupy I miały do rozegrania 22 kolejki ligowe po 5 meczów (razem 110 spotkań), a drużyn grupy II 22 kolejki po 6 meczów (razem 132 spotkania). W grupie I w każdej kolejce jedna z drużyn pauzowała. Inauguracja rozgrywek miała miejsce 22 września 2007 roku.
Zwycięstwo w końcowej tabeli każdej z grup premiowane było awansem do I ligi. Drużyny z drugich miejsc rozgrywać miały mecze barażowe o awans z drużynami I ligi z miejsc 9-10. Natomiast zespoły z dwóch ostatnich miejsc w każdej z grup (w grupie I – miejsca 10 i 11, w grupie II – miejsca 11 i 12) miały zostać zdegradowane do III ligi. Pomiędzy drużynami z miejsc 9 w grupie I i 10 w grupie II rozegrany miał być baraż o utrzymanie się w lidze. Porażka w dwumeczu również oznaczała degradację.
| Poziomy ligowe w futsalu w sezonie 2007/2008 | Poziomy ligowe w futsalu w sezonie 2007/2008 | Poziomy ligowe w futsalu w sezonie 2007/2008 | Poziomy ligowe w futsalu w sezonie 2007/2008 |
| Rozgrywki                                    | Poziomy ligowe                               | Liga                                         | Sezon                                        |
| -------------------------------------------- | -------------------------------------------- | -------------------------------------------- | -------------------------------------------- |
| Centralne                                    | I poziom                                     | I Liga                                       | Sezon 2007/2008 (1 grupa)                    |
| Centralne                                    | II poziom                                    | II Liga                                      | Sezon 2007/2008 (2 grupy)                    |
| Regionalne                                   | III poziom                                   | III liga                                     | Sezon 2007/2008 (5 grup)                     |

## Tabele

### Grupa I (d. południowa)
| Lp. | Drużyna                       | M  | Z  | R | P  | Bramki | Bramki | +/- | Pkt. | Uwagi           |
| --- | ----------------------------- | -- | -- | - | -- | ------ | ------ | --- | ---- | --------------- |
| 1   | Gwiazda Ruda Śląska           | 20 | 15 | 1 | 4  | 109    | 63     | +46 | 46   | Awans           |
| 2   | Rekord Bielsko-Biała          | 20 | 14 | 3 | 3  | 115    | 48     | +67 | 45   | Baraż           |
| 3   | Strzelec Gorzyczki            | 20 | 11 | 5 | 4  | 142    | 103    | +39 | 38   | Wyc. po sezonie |
| 4   | UPOS Komart Knurów            | 20 | 12 | 2 | 6  | 116    | 82     | +34 | 38   |                 |
| 5   | Team Kamionka Mikołów (b)     | 20 | 8  | 3 | 9  | 74     | 78     | -4  | 27   | Wyc. po sezonie |
| 6   | Marex Chorzów                 | 20 | 7  | 2 | 11 | 79     | 78     | +1  | 23   |                 |
| 7   | AZS UŚ Katowice (b)           | 20 | 7  | 1 | 12 | 78     | 104    | -26 | 22   |                 |
| 8   | Elektrociepłownia Rzeszów (b) | 20 | 6  | 3 | 11 | 77     | 106    | -29 | 21   | Wyc. po sezonie |
| 9   | Rodakowski Tychy              | 20 | 6  | 1 | 13 | 79     | 125    | -46 | 19   | Baraż           |
| 10  | MCKiS Dąbrovia Jaworzno       | 20 | 5  | 2 | 13 | 80     | 112    | -32 | 17   | Spadek          |
| 11  | Energy Ostrowiec Św.          | 20 | 6  | 3 | 11 | 68     | 118    | -50 | 21   | (*) Wycofana    |

- Energy Ostrowiec przeniesiony z gr.I
- Drużyna Energy Ostrowiec Świętokrzyski oddała trzy mecze walkowerem (28 października 2007 w wyjazdowym meczu przeciwko AZS UŚ Katowice, 22 marca 2008 w wyjazdowym meczu przeciwko Mareksowi Chorzów i 20 kwietnia 2008 w meczu we własnej hali przeciwko Team Kamionka Mikołów), co oznaczało wycofanie drużyny z ligi. Zespół został automatycznie przesunięty na ostatnią pozycję w tabeli, niezależnie od ilości zdobytych punktów, a w pozostałych meczach rywalom Energy przyznawano walkowery .

Źródło 

### Grupa II (d. północna)
| Lp. | Drużyna                          | M  | Z  | R | P  | Bramki | Bramki | +/-  | Pkt. | Uwagi           |
| --- | -------------------------------- | -- | -- | - | -- | ------ | ------ | ---- | ---- | --------------- |
| 1   | Red Devils LaBamba Chojnice (b)  | 22 | 17 | 3 | 2  | 111    | 41     | +70  | 54   | Awans           |
| 2   | TPH Polkowice                    | 22 | 16 | 2 | 4  | 142    | 68     | +74  | 50   | Baraż           |
| 3   | Radan Gliwice (s)                | 22 | 15 | 3 | 4  | 95     | 52     | +43  | 48   |                 |
| 4   | Tacho Arpol Toruń                | 22 | 14 | 2 | 6  | 107    | 61     | +46  | 44   |                 |
| 5   | Beneton Globex Gorzów Wlkp.      | 22 | 11 | 3 | 8  | 77     | 76     | +1   | 36   | Wyc. po sezonie |
| 6   | Remedium Pyskowice (b)           | 22 | 9  | 4 | 9  | 92     | 76     | +16  | 31   |                 |
| 7   | Kanglida Gorzów Wlkp. (b)        | 22 | 9  | 3 | 10 | 102    | 102    | 0    | 30   |                 |
| 8   | Marwit Zławieś Wielka (b)        | 22 | 8  | 3 | 11 | 91     | 94     | -3   | 27   |                 |
| 9   | Gestamp Polska Września (b)      | 22 | 8  | 2 | 12 | 79     | 93     | -14  | 26   | Wyc. po sezonie |
| 10  | UKS Szkółka Piłkarska Głogów (b) | 22 | 5  | 3 | 14 | 78     | 130    | -5   | 18   | Baraż/spadek    |
| 11  | Polonia Szczecin                 | 22 | 2  | 0 | 20 | 30     | 163    | -133 | 6    | (*)             |
| 12  | MKS Praszka                      | 22 | 4  | 0 | 18 | 64     | 112    | -48  | 12   | (*) Wycofany    |

- Drużyna MKS Praszka oddała trzy mecze walkowerem (1 grudnia 2007 w wyjazdowym meczu przeciwko Kanglida Gorzów Wielkopolski, 27 stycznia 2008 w wyjazdowym meczu przeciwko Beneton Globex Gorzów Wielkopolski i 10 lutego 2008 w wyjazdowym meczu przeciwko UKS Szkółka Piłkarska Głogów), co oznaczało wycofanie drużyny z ligi. Zespół został automatycznie przesunięty na ostatnią pozycję w tabeli, niezależnie od ilości zdobytych punktów, a w pozostałych do końca sezonu spotkaniach przyznawano rywalom Praszki przyznawano walkowery.
- W związku z wycofaniem się drużyn z Gorzowa i Wrześni w II lidze utrzymała się Polonia Szczecin.

Źródło 

## Baraże o awans do ekstraklasy
- I para barażowa
  - 24 maja 2008, Rekord Bielsko-Biała - Grembach Zgierz 2:4
  - 28 maja 2008, Grembach Zgierz - Rekord Bielsko-Biała 9:0

- II para barażowa
  - 24 maja 2008, TPH Polkowice - ZIS Gaszyńscy Kraków 5:2
  - 28 maja 2008, ZIS Gaszyńscy Kraków - TPH Polkowice 16:1

W wyniku losowania w barażu o miejsca w I lidze Rekord Bielsko-Biała zmierzył się z 9. drużyną I ligi – Grembachem Zgierz, a TPH Polkowice z 10. zespołem I ligi – Gaszyńskimi Kraków. W obu dwumeczach lepsi okazali się pierwszoligowcy. Rekord przegrał obydwa spotkania z Grembachem (2:4 u siebie i 0:9 na wyjeździe), a TPH po pokonaniu w pierwszym meczu Gaszyńskich 5:2, w rewanżu przegrało 1:16.
Źródło 

## Baraże o utrzymanie w II lidze
- UKS Szkółka Piłkarska Głogów - Rodakowski Tychy 8:5
- Rodakowski Tychy - UKS Szkółka Piłkarska Głogów 8:5 (12:7)p.d.

W pierwszym meczu barażowym UKS Szkółka Piłkarska Głogów pokonała we własnej hali drużynę Rodakowski Tychy 8:5. W rewanżu w regulaminowym czasie gry to Rodakowski wygrał 8:5, przez co rozegrana musiała zostać dogrywka. W niej lepsi okazali się tyszanie, kończąc mecz wynikiem 12:7, czym zapewnili sobie utrzymanie w lidze.

## Źródła
- Portal Łączy nas piłka PZPN
- Portal 90.minut.pl